# Renato Garín
Renato Fabrizio Garín González (Santiago, 30 de mayo de 1986) es un abogado, escritor y expolítico chileno. Fue militante del partido Revolución Democrática (RD) entre 2016 y 2019. Se desempeñó además como diputado de la República por el 14° distrito de la Región Metropolitana, por el periodo 2018-2022, sin embargo renunció el 11 de enero de 2021 a su carrera de parlamentario para dedicarse en su campaña a constituyente en las elecciones de mayo de ese año, apoyado por el Partido Radical (PR).

## Biografía
Sus padres son Marco Antonio Garín Reyes y María Isabel González Miranda.[cita requerida] Egresó de enseñanza media del colegio particular Marambio de Melipilla en 2003. Posteriormente, ingresó a la Universidad de Chile a cursar la carrera de Derecho. Obtuvo el grado de Licenciado en Ciencias Jurídicas y Sociales en 2010 con la memoria: Después de La República: la Política y el Derecho en los Tiempos del Escepticismo. Juró como abogado el 23 de marzo de 2012.[cita requerida]
Cursó el Magíster en Periodismo, mención Prensa Escrita, en la Pontificia Universidad Católica de Chile, con la tesis: Cómo y Por qué Chile no tiene una Ley de Lobby, en 2012. En 2013 cursó un Master en Legal Theory (L.LM) en la New York University, publicando en 2014 su tesis: Censorship in Transition, Freedom of Speech in Chile after Pinochet. En 2015, fue estudiante de postgrado en University of Oxford en el Magíster Juris (M.JUR/BCL).[cita requerida]
Entre 2012 y 2015 fue investigador de Asuntos Constitucionales y Regulatorios en el Centro de Análisis e Investigación Política CAIP. Miembro del Comité Ejecutivo del Oxford Transitional Justice Research Group OTJR, Oxford, encargado de temas constitucionales chilenos entre 2014 y 2015. Entre 2015 y 2017 se desempeñó como profesor en la Facultad de Derecho, de la Universidad Alberto Hurtado, y en la Escuela de Gobierno del Instituto de Asuntos Públicos de la Universidad de Chile.[cita requerida]
Ha participado como panelista en las radios Agricultura, Sonar, Bío-Bío y analista internacional en Radio La Clave, en el programa Combinación Clave. Columnista en El Mostrador, Ciper; y miembro de Espacio Público.[cita requerida]

## Carrera pública y política
Es descrito por excompañeros de la Universidad de Chile, durante su tiempo como estudiante, como "liberal pero cercano a la derecha". De hecho, integró el movimiento Red Liberal y, al asumir la presidencia de Chile Sebastián Piñera, ingresó como asesor jurídico del Departamento de Estudios de la Presidencia, donde laboró entre marzo y abril de 2010. Luego que Red Liberal manifestara su apoyo a la candidatura presidencial de Andrés Velasco Brañes, en 2013, Garín se distanció del movimiento alegando "problemas de carácter" y se vinculó personalmente a la campaña del exministro de Michelle Bachelet, participando también del movimiento Fuerza Pública (actual partido Ciudadanos), del que posteriormente se desliga a mediados del 2014. El año 2016 ingresó al partido Revolución Democrática.
En las elecciones parlamentarias de 2017 resultó elegido diputado por el 14° Distrito, Región Metropolitana (Alhué, Buin, Calera de Tango, Curacaví, El Monte, Isla de Maipo, María Pinto, Melipilla, Padre Hurtado, Paine, Peñaflor, San Bernardo, San Pedro, Talagante), en representación del partido Revolución Democrática, dentro del pacto Frente Amplio, para el período 2018-2022. Obtuvo 11 593 votos correspondientes a un 3,82 % del total de sufragios.
En marzo de 2018, asumió como diputado, pasando a integrar las comisiones permanentes de Recursos Hídricos y Desertificación; y Economía, Fomento, Micro, Pequeña y Mediana Empresa, Protección de los Consumidores y Turismo. Formó además, parte del Comité parlamentario de RD.
En marzo de 2019 renunció al partido Revolución Democrática, declarando su intención de mantener una condición de independiente cercano al Frente Amplio. En diciembre de 2020 anunció su renuncia cargo de diputado para presentarse como candidato a las elecciones de convencionales constituyentes del año 2021, con el respaldo del Partido Radical (PR). Junto a ello, comienza a trabajar en los grupos programáticos de la coalición Convergencia Progresista (CP). Como su cupo parlamentario pertenecía a Revolución Democrática, aquella colectividad fue la que definió a su reemplazante, nominando a Marcela Sandoval tras un proceso de consulta interna. Resultó electo como convencional constituyente en los comicios del 15 y 16 de mayo.

## Reconocimientos
En 2006 recibió un reconocimiento del Comité Editorial de la revista Derecho y Humanidades de la Universidad de Chile. En 2008 recibió el Premio de la Editorial Jurídica de Chile por excelencia académica; además fue seleccionado para el Linkage Program con la Universidad de Yale.[cita requerida]
En 2012 fue reconocido como uno de los 100 líderes jóvenes, otorgado por la revista Sábado, del diario El Mercurio. Ese mismo año recibió una beca de Universidad Católica para cursar Magíster en Periodismo escrito; así como la beca Fulbright para cursar estudios de Magíster en New York University (NYU).[cita requerida]
En 2014 obtuvo una Becas Chile para Magíster en Derecho en Oxford University, Reino Unido. En 2015, recibió el Oxford Law Faculty Prize en Derecho y Sociedad Medieval.

## Obras
- Garín González, Renato (2024). El patio del poder. Editorial Planeta, Santiago, Chile.
- Garín González, Renato (2019). La gran Colusión. Libre mercado a la chilena. Editorial Catalonia, Santiago, Chile.
- Garín González, Renato (2017). La fronda. Cómo la elite secuestró la democracia. Editorial Catalonia, Santiago, Chile.
- Garín González, Renato (2017). El lobby feroz y la sociedad de las influencias. Editorial Catalonia, Santiago, Chile.
- Garín González, Renato (2010). Después de la república: para un republicanismo del siglo XXI. Instituto Democracia y Mercado, Santiago, Chile. Con prólogo de Axel Kaiser.
- Garín González, Renato (2009). Liberalismo y neoconstitucionalismo: los lenguajes del escepticismo. En: Derecho y humanidades, Universidad de Chile, Facultad de Derecho. (Santiago, Chile). No. 15 (2009), pp. 157-187.
- Garín González, Renato (2008). Hacia las grandes alamedas: encontrar la manera de encontrarnos. En: Revista derecho y humanidades, Universidad de Chile, Facultad de Derecho. (Santiago, Chile). No. 13 (2008), pp. 187-212.

## Historial electoral
| Año  | Tipo                          | Territorio    | Pacto             | Partido | Votos  | %    | Resultado                  |
| ---- | ----------------------------- | ------------- | ----------------- | ------- | ------ | ---- | -------------------------- |
| 2017 | Parlamentarias                | 14.º distrito | Frente Amplio     | RD      | 11 573 | 3.82 | Diputado                   |
| 2021 | Convencionales constituyentes | 14.º distrito | Lista del Apruebo | Ind-PR  | 22 079 | 7.28 | Convencional constituyente |